# Кармиотисса
«Кармиотисса Полемидия» (греч. Καρμιώτισσα Πολεμιδιών) — кипрский футбольный клуб, базирующийся в городке Полемидия в районе Лимасол.

## История
Клуб был основан в 1979 году и большую часть своей истории провёл в любительских соревнованиях. Дважды команда выходила в национальные дивизионы: в сезонах 1986/87 и 2009/10. Название клуба происходит от Святой Девы Кармиотиссы, находящейся в Полемидии.
Сезон-2013/2014 команда проводила во Втором дивизионе — впервые в своей истории пробившись туда.
По итогам сезона-2015/16 вышла в высший дивизион, но не удержалась там и в первый же сезон вылетела обратно. В 2020 году вновь вышла в высший дивизион.

## Главные тренеры
- Гиоргос Иосифидис (2011—2015)
- Лиасос Лука (2015—2017)
- Хрисис Михаил (2019—2021)
- Душан Угрин (2022)
- Александр Хацкевич (2022)
- Александр Кержаков (2023)
- Флорин Брату (2023-н. в.)

## История выступлений
| Сезон   | Дивизион | Место |
| ------- | -------- | ----- |
| 2009/10 | D        | 8-е   |
| 2010/11 | D        | 4-е   |
| 2011/12 | D        | 2-е   |
| 2012/13 | C        | 1-е   |
| 2013/14 | B-2*     | 1-е   |
| 2014/15 | B        | 5-е   |
| 2015/16 | B        | 1-е   |
| 2016/17 | A        | 12-е  |
| 2017/18 | B        | 7-е   |
| 2018/19 | B        | 9-е   |
| 2019/20 | B        | 2-е   |

* В сезоне-2013/14 Второй дивизион был разделён на две разноуровневые группы.

## Достижения
Третий дивизион Кипра по футболу
- Победитель: 2012/2013

Второй дивизион Кипра по футболу
- Победитель: 2015/16